# Craig Ball
Craig Charles Ball es un actor australiano.

## Biografía
En 1996 se graduó de la prestigiosa escuela australiana National Institute of Dramatic Art "NIDA" con un grado en actuación.

## Carrera
En el 2002 apareció por primera vez en la popular serie McLeod's Daughters donde dio vida a Stefan Van Amstel en el episodio "Made to Be Broken", más tarde volvió a aparecer en la serie en el 2006 ahora interpretando a Joseph Rakich.
En el 2005 se unió al elenco recurrente de la popular serie All Saints donde interpretó al oficial Peter Saunders, hasta el 2006. Anteriormente había aparecido como invitado en la serie en el 2002 donde dio vida a Grant Hunley en el episodio "Into the Light ".
El 9 de octubre de 2014 se unió al elenco recurrente de la popular serie australiana Home and Away donde interpreta a Gray Page, el padre de Matt Page. Anteriormente apareció por primera vez en la serie en el 2002 donde dio vida a Nathan Roberts, el hijo de Irene Roberts y hermano de Finlay Roberts y Damian Roberts.

## Filmografía[2]

### Series de Televisión
| Año             | Título                   | Personaje          | Notas                                           |
| --------------- | ------------------------ | ------------------ | ----------------------------------------------- |
| 2014 - presente | Home and Away            | Gray Page          | 2 episodios                                     |
| 2014            | Janet King               | Oficial Payne      | episodio "Overtime"                             |
| 2012            | Devil's Dust             | Frank Shanahan     | 2 episodios - miniserie                         |
| 2012            | Mrs Biggs                | Detective Collins  | episodio # 1.4                                  |
| 2011            | Packed to the Rafters    | Sparrow Fisher     | episodio "Tipping Point"                        |
| 2011            | Crownies                 | Joel Brennan       | episodio # 1.1                                  |
| 2010            | The Pacific              | Cpl. Ruddiger      | episodio "Gloucester/Pavuvu/Banika" - miniserie |
| 2009            | East West 101            | Det. Keith Kane    | 5 episodios                                     |
| 2009            | Rescue Special Ops       | Gus Brensky        | episodio "Deathbed"                             |
| 2006            | McLeod's Daughters       | Joseph Rakich      | episodio "Old Wrongs"                           |
| 2005 - 2006     | All Saints               | Peter Saunders     | 11 episodios                                    |
| 2003            | White Collar Blue        | Craig Heron        | episodio # 1.18                                 |
| 2001            | BackBerner               | Henry Callahan     | episodio # 1.133                                |
| 1999            | Water Rats               | Ian Bell           | episodio "Friend or Foe"                        |
| 1998            | Murder Call              | Phil Halder        | episodio "Dared to Death"                       |
| 1997            | Wildside                 | Oficial de Policía | episodio # 1.8                                  |
| 1997            | Big Sky                  | Leon               | episodio "Mortal Stakes"                        |
| 1993            | Time Trax                | Asistente          | episodio "One on One"                           |
| 1992            | The Adventures of Skippy | Chris              | 3 episodios                                     |

### Películas
| Año  | Título         | Personaje | Notas |
| ---- | -------------- | --------- | --- |
| 2001 | South Pacific  | Austin    | junto a Glenn Close, Harry Connick Jr., Rade Serbedzija, Jack Thompson, Ilene Graff, Natalie Mendoza, Simon Burke & Steve Bastoni |
| 1999 | First Daughter | Walters   | junto a Mariel Hemingway, Doug Savant, Monica Keena, Dallas Page, Alan Dale & Dominic Purcell                                     |

### Teatro
| Año        | Obra               | Personaje | Director      | Teatro             | Notas |
| ---------- | ------------------ | --------- | ------------- | ------------------ | ----- |
| 1999, 2000 | The Promised Woman | Ken       | Don Mamouney  | Sidetrack Theatre  | -     |
| 1999       | Lost Lagoon        | Rory      | Adam Grosetti | Belvoir St Theatre | -     |